# Hildegardia migeodii
Hildegardia migeodii là một loài thực vật có hoa trong họ Cẩm quỳ. Loài này được (Exell) Kosterm. mô tả khoa học đầu tiên năm 1954.